# Катедрала Светог Вида
Катедрала Светог Вида, званични Катедрала светог Вида, Вацлава и Војћеха (чеш. Katedrála svatého Víta, Václava a Vojtěcha)
је доминантна грађевина на Прашком замку. Реч је о тробродној готичкој катедрали са три торња и то је седишна црква прашког надбискупа. Савремена грађевина је грађена у неколико етапа у годинама 1344–1419, 1490–1510, 1556–1593. и 1873–1929 (западни део). До године 1997. је била посвећена само Св. Виду и због тога се користи углавном скраћено обележавање као „Катедрала Светог Вида“ као уобичајени назив.

## Фотогалерија
- Главно прочеље са розетом
- Спољни конструктивни систем
- Свод над јужним порталом
- Мозаик „Последњи суд“
- Главни брод
- Витраж
- Гроб Јана Непомуцког
- Ноћни снимак
- Детаљ
- Лук западног портала